# Vidkun Quisling
Vidkun Abraham Lauritz Jonssøn Quisling, norveški častnik, fašist in politik, * 18. julij 1887, Fyresdal, † 24. oktober 1945, Oslo
9. aprila 1940 je kot prvi v zgodovini po radiju objavil, da je izvedel državni udar. To je storil zaradi tega, ker sta kralj in vlada pobegnila in je z razglasitvijo začasne vlade nameraval preprečiti, da bi vodilna mesta v norveški politiki zasedli Nemci. Kljub temu je njegova vlada trajala le 5 dni, saj ni bila deležena podpore ne s strani Norvežanov in Nemcev.
Bil je predsednik Vlade Kraljevine Norveške od februarja 1942 do konca druge svetovne vojne. Zaradi sodelovanja z Nemci je njegov priimek postal sinonim za (visokega političnega) izdajalca (kvizling).